# 山陰合同銀行根雨支店

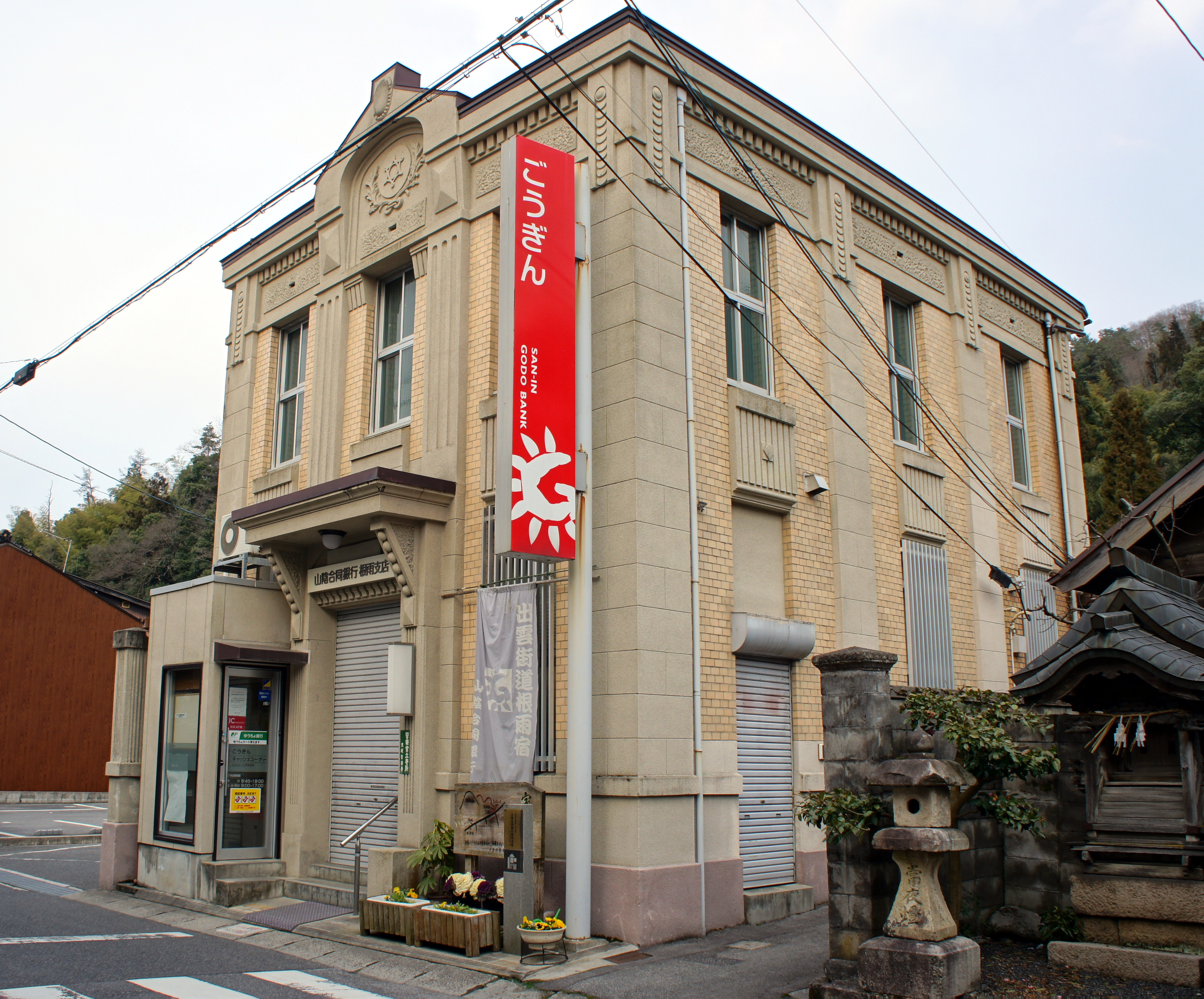
山陰合同銀行根雨支店

山陰合同銀行根雨支店（さんいんごうどうぎんこうねうしてん）は、山陰合同銀行の鳥取県日野郡日野町にある支店。

## 概要
1929年（昭和4年）に雲陽実業銀行根雨支店として建築された建物。その後数度の銀行再編を経て、現在は山陰合同銀行根雨支店として使用されている。

## 歴史
- 1929年（昭和4年） - 雲陽実業銀行根雨支店として建築される
- 1931年（昭和6年） - 松江銀行根雨支店となる
- 1941年（昭和16年） - 山陰合同銀行根雨支店となる
- 1996年（平成8年） - 鳥取県の県民の建物100選に選定される
- 2018年（平成30年） - 近隣の複合施設へ移転に伴い当建物での営業終了[1]